# Nistorești, Buzău
Nistorești este un sat în comuna Cozieni din județul Buzău, Muntenia, România. Se află în zona Subcarpaților de Curbură.